# Русаков Олександр Ісаакович
Олександр Ісаакович Русаков (29 березня 1898, Севськ, Орловська губернія — 20 вересня 1952, Ленінград) — радянський живописець і графік, член Ленінградського Союзу художників, представник ленінградської школи живопису.

## Життєпис

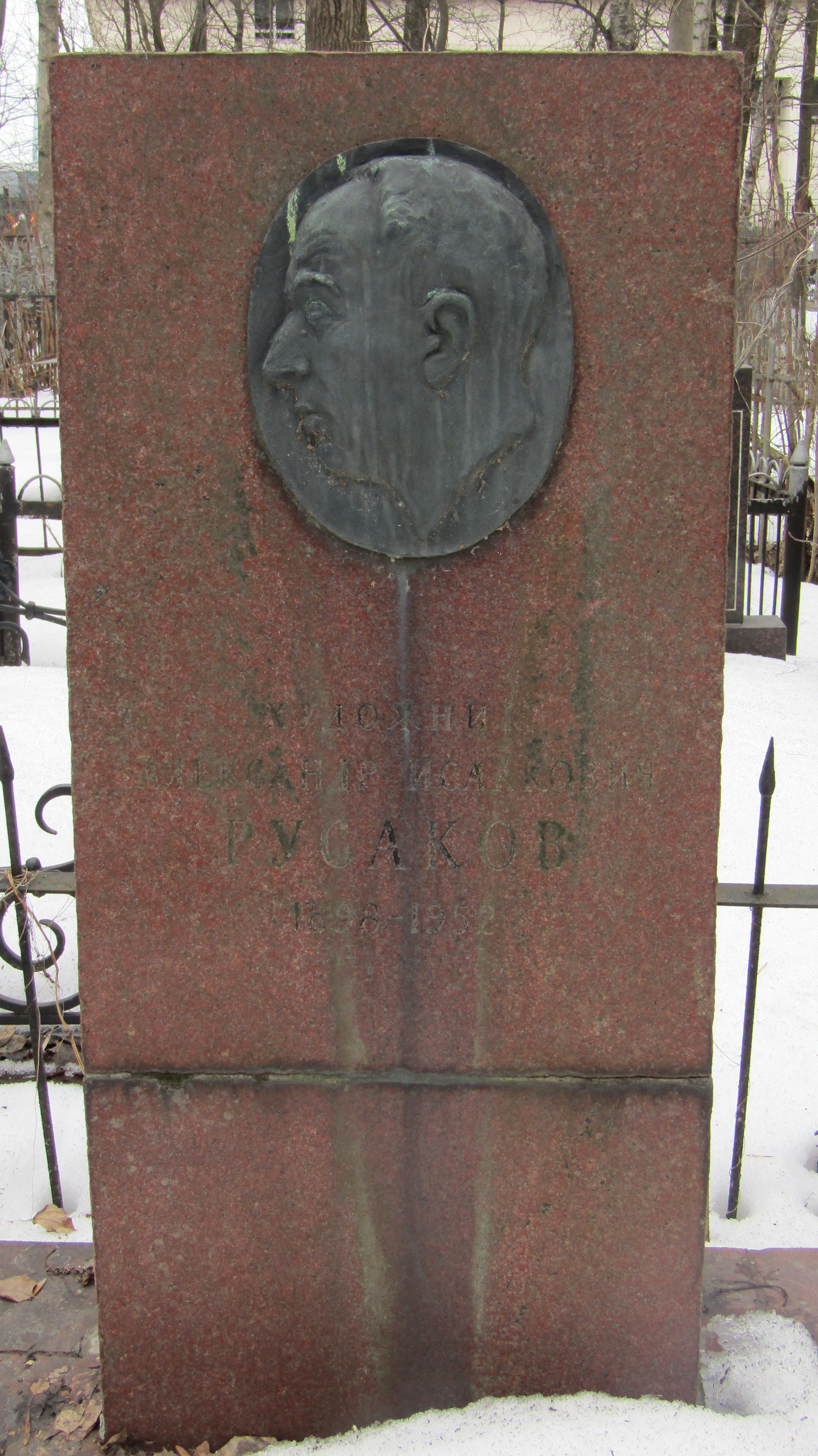
Могила Олександра Русакова на Серафимовському цвинтарі Санкт-Петербурга.

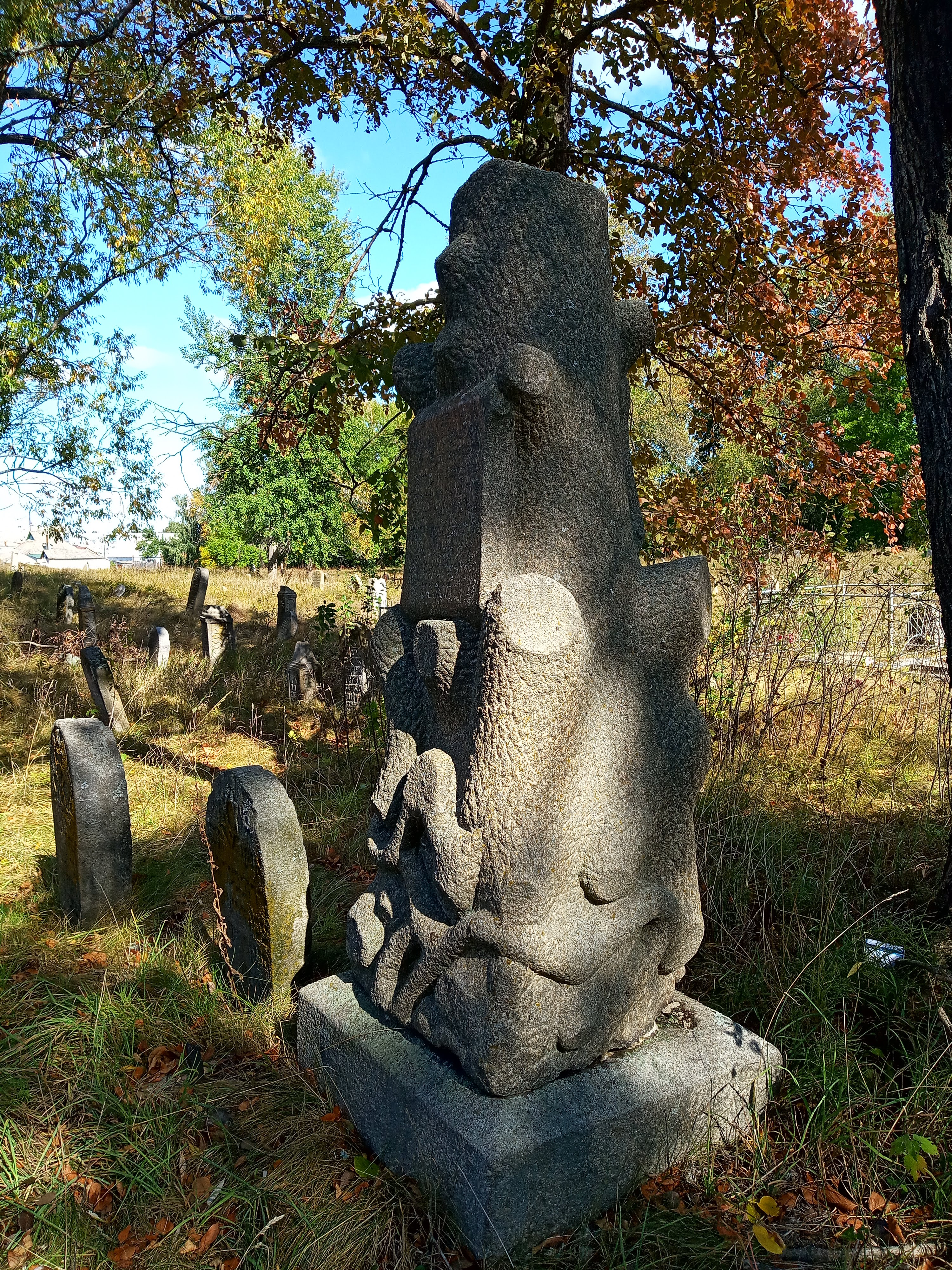
Один з наймасивніших надгробків Єврейського кладовища у Глухові на Сумщині — гранітний монумент у вигляді Дерева Плачу (стовбур) з відрубаними гілками) на могилі Абрама Ісааковича Русакова

Олександр Ісаакович Русаков народився 29 березня 1898 року в місті Сєвську Орловської губернії, в сім'ї земського лікаря Ісаака Абрамовича Русакова та Софії Йосипівни (Ошерівни) Перської, уродженців Глухова. Дід, Ошер Абрамович Перський, був власником фотоательє у Глухові. З 1900 року Олександр проживав із батьками в Петербурзі. Навчався у художника М. Ігнатьєва, потім у приватній художній школі Єлизавети Званцевої у Мстислава Добужинського, Леона Бакста, Кузьми Петрова-Водкіна. У 1918—1924 роках продовжив навчання в ПГСХУМ-ВХУТЕМАС-ВХУТЕІН, займався у Миколи Дубовського, Дмитра Кардовського та Олега Браза.
Був членом «Общини художників». Член-засновник товариства «Коло художників» (1926—1932). З 1932 року — член Ленінградського Союзу радянських художників. Брав участь у виставках із середини 1920-х років, експонуючи свої роботи разом із творами провідних майстрів образотворчого мистецтва Ленінграда. Писав портрети, краєвиди, жанрові картини, натюрморти. Працював у техніці масляного та темперного живопису. На початку власної творчості перебував під впливом французької школи живопису Поля Сезанна, Анрі Матісса та Альбера Марке. Олександр Русаков — визнаний майстер міського пейзажу. Він — автор графічних та живописних серій з видами Ленінграда та його околиць. У роки німецько-радянської війни залишався у Ленінграді, експонувався на блокадній виставці 1943 року. Персональні виставки творів Олександра Русакова були показані в Ленінграді (1957 року — в ЛОСХ та в 1984 році — в Будинку письменника ім. В. Маяковського) і в Петербурзі (1998, музей Анни Ахматової).
«Русаков належить до провідних представників так званої ленінградської школи 1920-1940-х, поряд з Миколою Тирсою, Миколою Лапшиним, Олексієм Успенським, Олександром Ведерніковим, Володимиром Грінбергом, Олександром Самохваловим та іншими художниками. Характерними рисами його творчості є повторюваність мотивів, камерність, ліризм, вільна, імпровізаційна манера письма з колористичними та пластичними узагальненнями».
Олександр Русаков був одним із провідних представників ленінградської школи, що склалася наприкінці 1920-х — 1930-х років. Загальними характеристиками художників ленінградської школи, включаючи Олександра Ведернікова, вважаються: «широке бачення» — широта живописного прийому; значимість силуету; використання прозорих, сріблястих та м'яких тональних гам та розмитих контурів предметів. Пейзажі, написані майстрами ленінградської школи, відрізнялися тим, що художники найчастіше писали їх не з натури, а за спогадами, а також тим, що писали один і той же мотив, що постійно повторюється, — зазвичай, вид з вікна. «Переважно пейзажисти ленінградської школи постійно писали вигляд із вікна своєї майстерні». Найкраща частина творчої спадщини художника — пейзажі Ленінграда, які часто написані з вікна його будинку № 64 на Великому проспекті Петроградської сторони.
Помер Олександр Русаков 20 вересня 1952 року в Ленінграді на 55-му році життя. Похований на Серафимовському цвинтарі.
Картини Олександра Русакова знаходяться у Державному Російському музеї, Державній Третьяковській галереї, у музеях Саратова, Пермі, Пскова, Одеси, Брянська, у приватних зібраннях України, Німеччини, Франції, Великої Британії, Ізраїлю, Росії та інших країн, а також у Петербурзі у зібраннях спадкоємців художника.

## Родина
- Дружина — художник і графік Тетяна Ісідорівна Купервассер (1903—1972).
  - Син — доктор мистецтвознавства Юрій Олександрович Русаков (1926—1995). Його дружина — доктор мистецтвознавства Алла Олександрівна Русакова (уроджена Єльяшевич, 1923—2013), донька економіста Олександра Єльяшевича.
    - Онук — Олександр Юрійович Русаков (нар. 1957) — мовознавець, доктор філологічних наук, професор кафедри загального мовознавства Санкт-Петербурзького державного університету[7].